# Rakitovo
Rakitovo (búlgaro:Ракитово) é uma cidade da Bulgária, localizada no distrito de Pazardzhik. A sua população era de 8 261 habitantes segundo o censo de 2010. A cidade é basicamente agrícola tendo grandes plantações de batata e cevada.

## População
| Rakitovo | Rakitovo | Rakitovo | Rakitovo | Rakitovo | Rakitovo | Rakitovo | Rakitovo | Rakitovo | Rakitovo | Rakitovo | Rakitovo | Rakitovo | Rakitovo | Rakitovo | Rakitovo | Rakitovo | Rakitovo | Rakitovo | Rakitovo |
| --- | -------- | -------- | -------- | -------- | -------- | -------- | -------- | -------- | -------- | -------- | -------- | -------- | -------- | -------- | -------- | -------- | -------- | -------- | -------- |
| Ano | 1887     | 1910     | 1934     | 1946     | 1956     | 1965     | 1975     | 1985     | 1992     | 2001     | 2002     | 2003     | 2004     | 2005     | 2006     | 2007     | 2008     | 2009     | 2010     |
| População |          |          |          | …        | …        | 6,795    | 7,443    | 7,963    | 8,417    | 8,473    | 8,442    | 8,434    | 8,399    | 8,321    | 8,304    | 8,289    | 8,246    | 8,279    | 8,261    |
| Fontes: Instituto Nacional de Estatísticas, „citypopulation.de“, „pop-stat.mashke.org“, Bulgarian Academy of Sciences |          |          |          |          |          |          |          |          |          |          |          |          |          |          |          |          |          |          |          |